# یواس‌اس لارا رید (اس‌پی-۲۰۰۹)
یواس‌اس لارا رید (اس‌پی-۲۰۰۹) (به انگلیسی: USS Laura Reed (SP-2009)) یک کشتی بود که طول آن ۵۲ فوت (۱۶ متر) بود. این کشتی در سال ۱۸۹۵ ساخته شد.